# Grace Paley
Grace Paley (geboren als Grace Goodside am 11. Dezember 1922 in New York City; gestorben am 22. August 2007 in Thetford Hill, Vermont) war eine US-amerikanische Dichterin, Schriftstellerin und politische Aktivistin.

## Biografie
Grace Goodside war das jüngste von drei Kindern von Manja (geborene Ridnyik) und Isaac Goodside (Gutseit), jüdischer Einwanderer aus der Ukraine (nach anderen Quellen: Russland). Ihr Vater hatte Medizin studiert und arbeitet als praktischer Arzt in der Bronx. Neben anderen Motiven bilden die Konflikte sowie der Kampf der Einwanderinnen und Einwanderer um ihr Überleben einen wesentlichen Teil in Paleys späterem schriftstellerischen Werk.
1938 und 1939 besuchte sie das Hunter College und dann kurz die New York University, erwarb aber keinen Abschluss. Anfang der 1940er Jahre studierte sie neben W. H. Auden an der New School for Social Research. Audens gesellschaftlichem Engagement und seiner Ironie wird großer Einfluss auf Paleys Frühwerk zugeschrieben. 1942 heiratete sie den Filmkameramann Jess Paley und bekam zwei Kinder (geb. 1949, 1951). 1967 trennte sie sich von Paley, wurde aber erst 1972 geschieden, um den Landschaftsarchitekten und Autor Robert Nichols zu heiraten.

### Frühwerk
Nach einigen Jahren als Sekretärin und Hausfrau wandte sie sich Mitte der 1950er Jahre wieder dem Schreiben zu. 1959 gelang es ihr, eine Sammlung von elf Kurzgeschichten unter dem Titel The Little Disturbances of Man (dt. Fleischvögel, später Die kleinen Widrigkeiten des Lebens) zu veröffentlichen. In der darin enthaltenen Geschichte The Used-Boy Raisers (dt. Die Erzieher von Gebrauchtjungen) erscheint auch erstmals die autobiografische Züge tragende Figur Faith Darwin, die in späteren Kurzgeschichten der Bände Enormous Changes at the Last Minute (dt. Ungeheure Veränderungen in letzter Minute) und Later the Same Day (dt. Später am selben Abend) wiederkehrt. Obwohl als Werk einer unbekannten Autorin zunächst von der Literaturkritik nicht sonderlich wahrgenommen, wurde es von Philip Roth und im New Yorker hoch eingeschätzt, was zum Erfolg des Bandes erheblich beitrug. Dies führte dazu, dass ihr mehrere Dozenturen, unter anderen an der Columbia University und dem City College of New York, übertragen wurden.

### Spätwerk
Mit Unterstützung ihres Nachbarn, des Schriftstellers Donald Barthelme, stellte sie eine zweite Sammlung von Erzählungen zusammen, die 1974 unter dem Titel Enormous Changes at the Last Minute erschien. Sie beschäftigten sich wieder mit Rassen-, Geschlechter- und Klassenfragen und sind stilistisch der Postmoderne zuzurechnen. 1985 erschien ihr dritter Erzählband Later the Same Day.

### Politische Aktivitäten
Neben ihrer schriftstellerischen Tätigkeit war Paley auch politisch aktiv, vor allem im Kampf gegen die Militarisierung der USA und die Weiterverbreitung von Atomwaffen. Im American Friends Service Committee, einem Zusammenschluss von Friedensgruppen, traf sie auch ihren zweiten Ehemann Robert Nichols.
Mit der Eskalation des Vietnamkriegs erreichte Paleys politisches Engagement einen Höhepunkt. Sie trat der War Resisters League bei und wurde landesweit bekannt, als sie 1969 mit einer Friedensmission nach Hanoi reiste, um über die Freilassung von Kriegsgefangenen zu verhandeln. 1974 nahm sie auch an der Weltfriedenskonferenz in Moskau teil. Als eine der White House Eleven wurde sie 1978 verhaftet, weil sie ein Anti-Atom-Transparent auf dem Rasen des Weißen Hauses ausgebreitet hatte.

## Ehrungen und Auszeichnungen
- 1980: Aufnahme in die National Academy of Arts and Letters
- 1980: War Resisters League Peace Award
- 1980: Aufnahme in die American Academy of Arts and Letters[2]
- 1983: Edith Wharton Award
- 1993: Rea Award for the Short Story
- 1994: Jewish Cultural Achievement Award for Literary Arts
- 2002: Aufnahme in die American Academy of Arts and Sciences
- 2005: Nominierung zum Friedensnobelpreis innerhalb des Projekts 1000 Frauen für den Friedensnobelpreis 2005[3]

## Werke (Auswahl)
- The Little Disturbances of Man. Short Stories. 1959.
  - Die kleinen Widrigkeiten des Lebens. Übersetzung Sigrid Ruschmeier. Schöffling, Frankfurt am Main 2013, ISBN 978-3-89561-235-0.[4]
- Enormous Changes at the Last Minute. Short Stories. 1974.
  - Ungeheure Veränderungen in letzter Minute. Übers. Marianne Frisch, Jürg Laederach und Hanna Muschg. Suhrkamp, 1985; Neuübers. Sigrid Ruschmeier. Schöffling, Frankfurt am Main 2014, ISBN 978-3-89561-236-7.
- Later the Same Day. Short Stories. 1985.
  - Am selben Tag, später. Neuübers. von Mirko Bonné. Schöffling, Frankfurt am Main 2015, ISBN 978-3-89561-237-4.[5]
- Leaning Forward. Gedichte. 1985.
- 365 Reasons Not to Have Another War. Politisches Sachbuch. 1989.
- Long Walks and Intimate Talks. Short Stories und Gedichte. 1991.
- New and Collected Poems. 1992.
- The Collected Stories. 1994.
- Begin Again: Collected Poems. 2000.
- Mother. Short Story.
- Manchmal kommen und manchmal gehen. Gedichte. Übersetzt von Mirko Bonné. Schöffling, Frankfurt am Main 2018, ISBN 978-3-89561-238-1.